# Salario de reserva

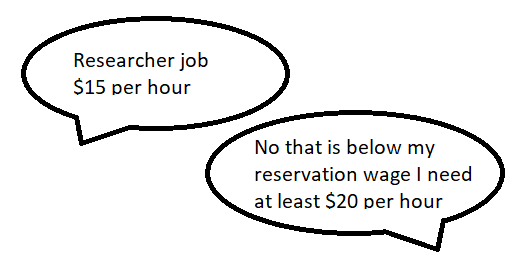
Esta imagen muestra un diálogo entre un empleador y un empleado que muestra que el empleado estaba ofreciendo un trabajo que tenía un salario inferior al salario de reserva del empleado potencial. Por lo tanto, según la teoría del salario de reserva, no aceptarían este trabajo.

En economía laboral, el salario de reserva es aquel salario por encima del cual al individuo le compensa trabajar o también puede ser definido como el máximo por el que el trabajador no está dispuesto a participar en el mercado de trabajo.
En el denominado salario de reserva, para el trabajador desempleado, supone que se igualan los beneficios y costes marginales del proceso de búsqueda de empleo, convirtiéndose en una especie de salario mínimo al que el trabajador aceptará el empleo que se le ofrece.
En el ámbito de la distribución que realiza un individuo entre trabajo y ocio, el salario de reserva es igual a la pendiente de la curva de indiferencia en el punto en que se ofrecen cero horas. Con salario de mercado inferiores al de reserva, los individuos deciden no participar en el mercado laboral. Cuando el salario de reserva disminuye, la participación tiende a aumentar.
El salario de reserva de un individuo puede variar a lo largo del tiempo dependiendo de una serie de factores como son, cambios en su riqueza, de su estado civil, la duración del desempleo y los problemas de salud. Un individuo también puede fijar un salario de reserva superior cuando tiene en consideración una oferta de un trabajo desagradable o indeseable que cuando se enfrenta a un tipo de trabajo de los gustos individuales.
Del mismo modo que un trabajador tiene un incentivo para buscar un salario alto en la búsqueda de un trabajo, un consumidor tiene un incentivo para buscar un precio bajo en la compra de un bien. El precio más alto que el consumidor está dispuesto a pagar por un producto en particular es el precio de reserva de los consumidores.